# Čeljabinskij traktornij zavod
Čeljabinskij traktornij zavod - ČTZ, tudi ČTZ-Uraltrak (rusko Челябинский тракторный завод - ЧТЗ, ЧТЗ-УРАЛТРАК), je ruski proizvajalec traktorjev, buldožerjev, dizelskih motorjev in drugih strojev. Podjetje je bilo ustanovljeno v času Sovjetske zveze v prvi petletki leta 1933. Sedež in tovarna so v ruskem mestu Čeljabinsk. 
Med 2. svetovno vojno so zaradi nemške invazije veliko tovarn evakuirali v Čeljabinsk. Med vojno je tukaj delalo okrog 60 tisoč delavcev, ki so proizvedli 18000 tankov, 48500 dizelskih motorjev za tanke in okrog 17 milijonov artilerijskih nabojev. Zaradi obširne vojaške proizvodnje je Čeljabinsk dobil vzdevek  "Танкоград" ('Tankograd').
Podružnica Vitjaz proizvaja terenska vozila z amfibijskimi sposobnostmi. 

## Galerija
- S-65 traktor
- Buldožer DET-250
- Traktor T-100MGP
- T-130 traktor